# شما جنتیل‌ها
شما جنتیل‌ها کتابی است که در سال ۱۹۲۴ توسط موریس ساموئل نویسنده انگلیسی و آمریکایی-یهودی رومانیایی الاصل نوشته شده‌است. این کتاب در ادامه به بررسی نکات اصلی تفاوت در رفتار بین یهودیان و غیریهودیان با تمرکز بر فعالیت بدنی، مذهب، مفاهیم خیر و شر، وفاداری، علم، بازی جوانمردانه و انضباط می‌پردازد. این اثر حاوی برخی از بخش‌هایی است که اکنون ممکن است «سخنان نفرت‌انگیز» نامیده شوند: به عنوان مثال، در زیر «ما، ویران‌کنندگان»، ساموئل می‌نویسد:
«ما یهودیان، ما، ویران‌کنندگان، برای همیشه ویرانگر باقی خواهند ماند هیچ کاری که شما انجام خواهید داد نیازها و خواسته‌های ما را برآورده نخواهد کرد. ما برای همیشه نابود خواهیم کرد زیرا ما به دنیایی از خودمان نیاز داریم، یک جهان الهی، که ساختن آن در ذات شما (جنتیلها) نیست. . . . سرنوشت شومی که ما را در میان شما پراکنده کرد، این نقش ناپسند را بر دوش ما انداخته‌است.»

## بررسی‌ها
- "Jew and Gentile; A Review by J. DONALD ADAMS YOU GENTILES. By Maurice Samuel. 221 pp. New York: Harcourt, Brace & Co". The New York Times. July 7, 1924. Retrieved December 25, 2020.
- Neumann, Emanuel (September 5, 1924). "You Gentiles: My Reaction to Maurice Samuel's Latest Book". National Library of Israel. The American Jewish World.